# Iwa Prandschewa
Iwa Prandschewa (bulgarisch Ива Пранджева, engl. Transkription Iva Prandzheva; * 15. Februar 1972 in Plowdiw) ist eine ehemalige bulgarische Leichtathletin, die im Dreisprung und im Weitsprung erfolgreich war.
International trat sie zum ersten Mal bei den Juniorenweltmeisterschaften 1990 in ihrer Heimatstadt Plowdiw in Erscheinung. Dort gewann sie den Titel im Weitsprung. Bei den Weltmeisterschaften 1991 in Tokio scheiterte sie dagegen in der Qualifikation.
In den folgenden Jahren verlegte sie sich zunehmend auf den Dreisprung. In dieser Disziplin gewann sie zunächst bei den Weltmeisterschaften 1993 in Stuttgart mit einer Weite von 14,23 m die Bronzemedaille. 1995 wurde sie sowohl bei den Hallenweltmeisterschaften in Barcelona als auch bei den Weltmeisterschaften in Göteborg Zweite im Dreisprung. In Göteborg stellte sie zudem mit ihrer Weite von 15,18 m eine persönliche Bestleistung auf.
Bei den Halleneuropameisterschaften 1996 in Stockholm gewann mit 14,54 m sie die Goldmedaille im Dreisprung. Im selben Jahr kam sie bei den Olympischen Spielen in Atlanta im Weitsprung auf den siebten und im Dreisprung auf den vierten Platz, wurde jedoch wegen Dopings mit Metandienon nachträglich disqualifiziert.
Nach Ablauf ihrer zweijährigen Sperre gewann sie bei den Hallenweltmeisterschaften 1999 in Maebashi die Silbermedaille im Dreisprung (14,94 m) und die Bronzemedaille im Weitsprung (6,78 m). Bei den Weltmeisterschaften im selben Jahr in Sevilla wurde sie mit 14,54 m Fünfte im Dreisprung.
Anfang 2000 gewann sie bei den Halleneuropameisterschaften in Gent Bronzemedaillen im Weitsprung (6,80 m) und im Dreisprung (14,63 m). Kurz vor Beginn der Olympischen Spiele in Sydney wurde sie der verbotenen Einnahme des anabolen Steroids Nandrolon überführt und daraufhin lebenslang gesperrt.
Iwa Prandschewa ist 1,74 m groß und wog zu Wettkampfzeiten 58 kg.

## Bestleistungen
- 100 m: 11,49 s, 14. Mai 1994, Sofia
- Hochsprung: 1,85 m, 23. April 1995, Plowdiw
- Weitsprung: 6,88 m, 20. Mai 1995, Sofia
  - Halle: 6,90 m, 30. Januar 1999, Sofia
- Dreisprung: 15,18 m, 10. August 1995, Göteborg
  - Halle: 14,82 m, 18. Februar 1996, Liévin